# La Grande Station
La Grande Station era la stazione centrale di Los Angeles, appartenente all'Atchison, Topeka and Santa Fe Railway; sorgeva all'attuale indirizzo di 300 S Santa Fe Avenue di Downtown. Chiusa nel 1939, venne soppiantata dalla Union Station, nel quartiere Chinatown.

## Storia
La Grande Station venne inaugurata il 29 luglio 1893. Fu una stazione unica per la California del Sud, con la sua architettura d'ispirazione moresca.

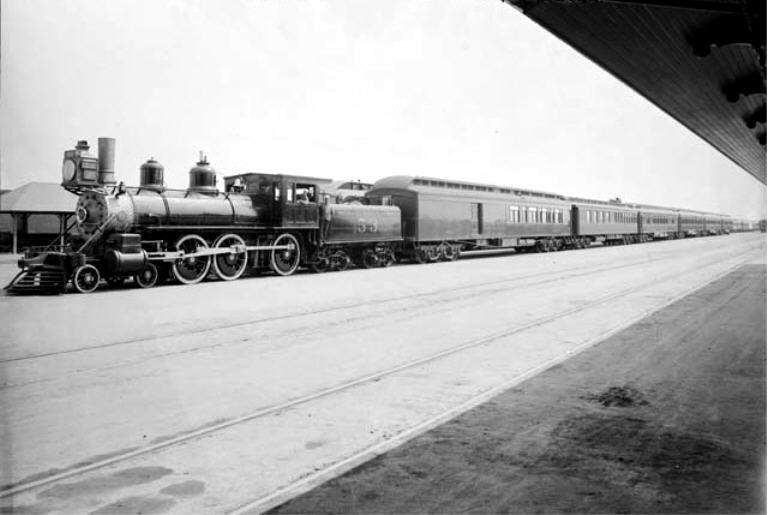
La California Limited, trainata dalla locomotiva numero 53, fa tappa a La Grande Station, intorno al 1899.

Dopo il terremoto di Long Beach del 1933 la cupola della stazione ed altre parti dell'edificio furono rimosse per motivi di sicurezza. La stazione continuò a funzionare sino al 1939, quando  i servizi passeggeri vennero tutti trasferiti presso la Union Station ed il vecchio edificio venne demolito nel 1946. 

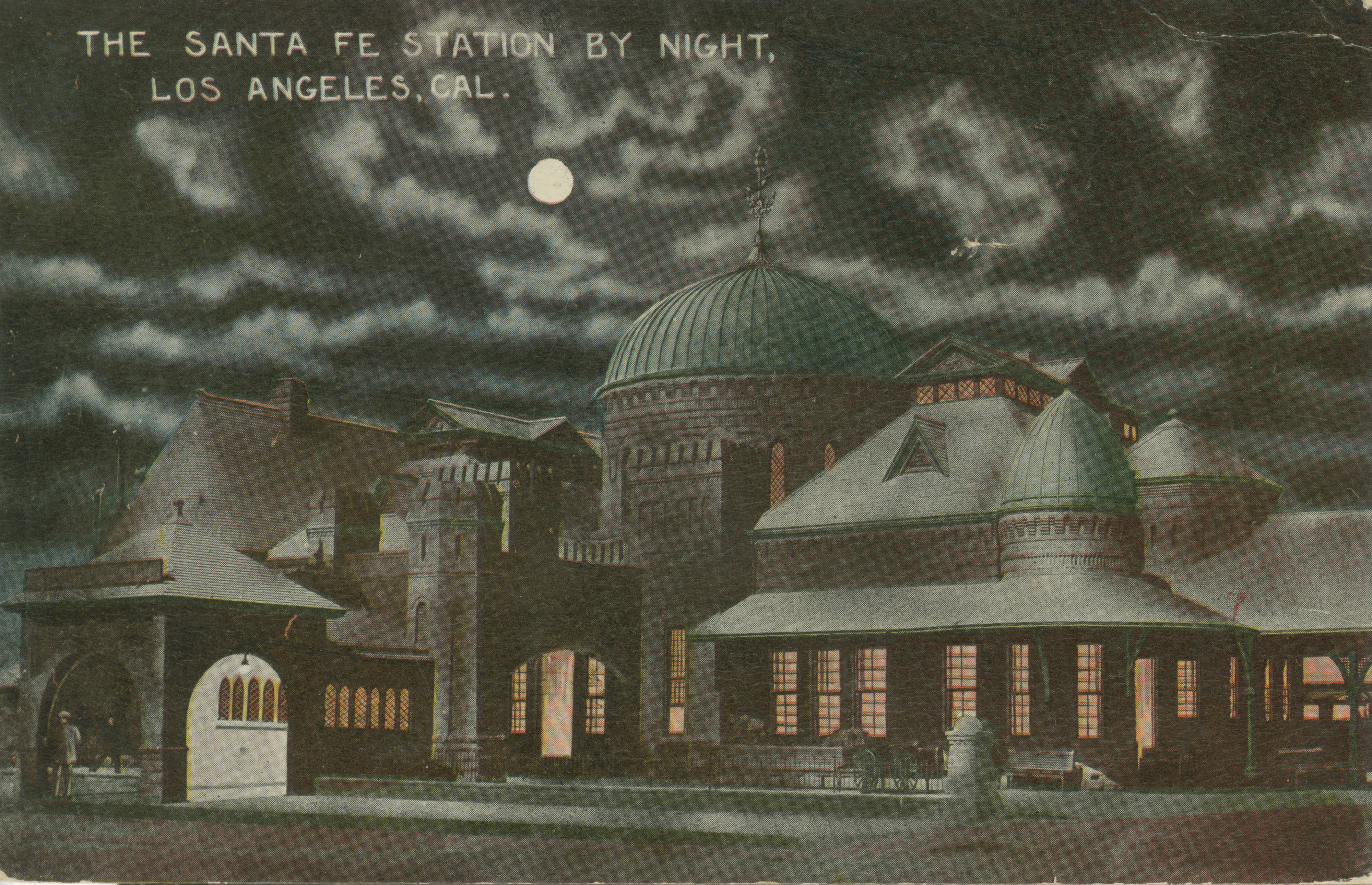
La Grande Station di notte, disegno del 1915 circa.

## Media
Molti film vennero realizzati in questa vecchia stazione; Concerto di violoncello (1929), con Stan Laurel ed Oliver Hardy, fu uno dei primi film sonori girati sul posto. Altri film che utilizzarono La Grande Station come location si possono ricordare: Ciuf Ciuf (1932) della serie Simpatiche canaglie, Follie d'inverno (1936) ed Hollywood (1937).